# イーグル・アイ
『イーグル・アイ』（原題：Eagle Eye）は、2008年のアメリカ合衆国のSFサスペンス・アクション映画。
スティーヴン・スピルバーグ製作総指揮、シャイア・ラブーフ出演。『ディスタービア』で大ヒットを記録したD・J・カルーソー監督とシャイア・ラブーフが再びタッグを組んで制作された映画である。
2007年11月から、イリノイ州シカゴで撮影が開始された。

## ストーリー
政府の仕事をしていた双子の兄弟イーサンを亡くし、平凡な毎日を送っていたコピーショップ店員のジェリー（シャイア・ラブーフ）の携帯に、知らない女から電話がかかってきた。「今すぐ逃げろ」という女の警告を無視したジェリーはその直後、身に覚えのないテロ工作の容疑でFBIに拘束されてしまう。
しかし取調べ中に、その謎の女・アリアの差し金による建築重機の事故が発生。大破したFBIのビルから、不本意ながらジェリーは逃走する。携帯から的確に逃走経路を指示してくるアリアに命じられるがまま、街中を逃げ回ったジェリーは、レイチェル（ミシェル・モナハン）という女性の車に乗り込んだ。彼女もまた「指示に従わねば息子を殺す」とアリアに脅迫されていたのだった。
FBIに追われ、どこかから監視し逐次指示を送ってくるアリアに逆らうこともできず、ジェリーとレイチェルは恐怖の逃走行を強いられる。
アリアの正体は国防総省が極秘裏に開発した諜報用人工知能であり、アリアの勧告を無視してバロチスタンで実施された秘密作戦が失敗に終わった結果、その報復によってアメリカ市民が死亡したため、アメリカ合衆国憲法を字義通りに解釈し、現政府が憲法違反を起こしたと判断して、憲法に則り行政府を排除すべく自律行動を開始していた。アリアの最終目的は議会議事堂で行われる一般教書演説で爆破テロを起こして大統領以下閣僚を排除し、全ての大統領継承順位者が死亡した際も政府機能を維持し続ける目的で作成された軍事シミュレーション「オペレーション・ギロチン」の発動だった。
オペレーション・ギロチンの発動には双子による生体認証ロックを解除する必要があり、それに関わりのあったイーサンの双子の兄弟であるジェリーを、アリアはアメリカ国内のありとあらゆる監視装置や通信機器を駆使し、追い詰めてゆく。

## キャスト
ジェリー・ショー
演 - シャイア・ラブーフ、日本語吹替 - 細谷佳正
コピーショップの店員。有名大学を中退した過去がある。事件に巻き込まれてレイチェルと出会うが利害が一致したことで協力する。
イーサン・ショー
演 - シャイア・ラブーフ
ジェリーの双子の兄。空軍のパイロット。アリア曰く、自分から動くタイプでジェリーからは「ロケットのように前に突き進む」と言われた。ジェリーには良き兄と慕われている。
レイチェル・ホロマン
演 - ミシェル・モナハン、日本語吹替 - 本田貴子
謎の女に脅される女性。目測だが170cmといわれるほどの長身。職業は弁護士補助。息子の命を握られている。夫とは別れている。不本意ながらも積極的に動くジェリーとは対照に行動は消極的だが気は強くヤケになる形で活発になることもある。ジェリーとは当初は気が合わなかったが次第に信頼するようになり、アリアにより、ジェリーを殺害しなければいけない状況になっても殺そうとしなかった。
トーマス・モーガン
演 - ビリー・ボブ・ソーントン、日本語吹替 - 原康義
FBI捜査官。勇敢な人物。当初は容疑者としてジェリーたちを追っていたものの、ゾーイからの連絡でアリアの存在を知り、ジェリーから事件の真実を伝えられる。アリアの操作する無人攻撃機からの逃亡中に重傷を負ったため、全てをジェリーに託して自らの命を犠牲に無人攻撃機を撃墜する。
ゾーイ・ペレス
演 - ロザリオ・ドーソン、日本語吹替 - 高山佳音里
空軍特別捜査官。きつい性格。イーサンの調査にあたっている。アリアの存在を明かされた後、イーサンの残したメッセージからアリアの真の目的を知る。最終的にアリアの破壊に成功する。
ジョージ・カリスター
演 - マイケル・チクリス、日本語吹替 - 楠見尚己
国防長官。
ウィリアム・ボウマン
演 - アンソニー・マッキー、日本語吹替 - 小松史法
少佐。
トビー・グラント
演 - イーサン・エンブリー、日本語吹替 - 目黒光祐
FBI捜査官。
ラニーム・ハリド
演 - アンソニー・アジジ
アメリカ国籍。共和党員で楽器屋の主人。ジェリーとレイチェルに道中で出会いヒントを渡すが、逃亡を図ったことげアリアが破壊した電線を浴びせられ、感電死する。
サム・ホロマン
演 - キャメロン・ボイス、日本語吹替 - 小林由美子
レイチェルの息子。子供楽団に所属し、トランペットを吹いている。
ジェリーの父親
演 - ウィリアム・サドラー
アリア
声 - ジュリアン・ムーア（クレジットなし）、日本語吹替 - 田中敦子
人工知能。ジェリーとレイチェルを脅す。どこからでも見ているような把握力を持ち、機械などの設備の能力を完全に変えることができる。
ウィズボウスキー
ジェリーが住んでいる賃貸住宅の管理人。

## スタッフ
- 監督：D・J・カルーソー
- 原案・脚本：ダン・マクダーモット
- 脚本：ジョン・グレン、トラヴィス・アダム・ライト、ヒラリー・サイツ
- 製作：アレックス・カーツマン、ロベルト・オーチー、パトリック・クローリー
- 製作総指揮：スティーヴン・スピルバーグ、エドワード・L・マクドネル
- 撮影：ダリウス・ウォルスキー
- 編集：ジム・ページ
- 音楽：ブライアン・タイラー
- プロダクションデザイン：トム・サンダース

## 映画に登場する武器等
乗用車
- ポルシェ・カイエン
- クライスラー・300

戦闘機
- F-16

無人機
- MQ-9 リーパー

輸送機
- C-17

ヘリコプター
- UH-60 ブラックホーク

銃器
- AK-47
- デザートイーグル
- バレットM82
- Sig Sauer P229R
- レミントンM870
- ベレッタM92FS
- M16/M4A1
- H&K MP5

## ビデオ

### 日本語版
| 商品名                                         | フォーマット | 発売日        | 販売会社               |
| ---------------------------------------------- | ------------ | ------------- | ---------------------- |
| イーグル・アイ ※1枚組                          | Blu-ray Disc | 2009年2月13日 | 角川エンタテインメント |
| イーグル・アイ スペシャル・エディション ※2枚組 | DVD          | 2009年2月13日 | 角川エンタテインメント |